# Estreito de Malygin
O estreito de Malygin (em russo:  Пролив Малыгина) é um estreito no mar de Kara que separa a ilha Belyi, a norte, da península de Yamal, no Okrug de Iamália-Nenets, norte da Sibéria. tem cerca de 8 a 10 km de largura e está gelado na maior parte do ano. Recebeu o seu nome em homenagem ao explorador Stepan Malygin, o primeiro a completar um mapa das costas setentrionais siberianas durante a Segunda Expedição a Kamchatka no século XVIII.